# Stratis Myrivilis
Stratis Myrivilis (Στρατής Μυριβήλης, seudónimo de Efstratios Stamatopoulos; Sykamineas, Lesbos, 30 de junio de 1890-Atenas, 19 de julio de 1969) fue un escritor griego.

## Biografía
Pasó su infancia en Skamia. Se trasladó a Mitilene, capital de la isla de Lesbos, para cursar estudios secundarios, y después a Atenas, para continuarlos en la universidad. Al declararse la guerra de los Balcanes, dejó la universidad para servir en el ejército durante los diez años siguientes. Cuando volvió a Lesbos tras la contienda, lo hizo convertido en un pacifista radical, con lo que contribuyó grandemente a la literatura antibelicista griega.
En Lesbos trabajó como periodista. Volvió a Atenas en 1930 para trabajar como periodista radiofónico. Fue miembro de la Academia de Atenas, que lo nominó para el premio Nobel en 1960. Después de la Segunda Guerra Mundial fue elegido presidente de la Sociedad Nacional de Escritores Griegos. En Grecia se le considera el más importante narrador del siglo XX.
Su obra más importante, La vida en la tumba, contiene muchos aspectos autobiográficos. Como Kostoulas, el protagonista, Myrivilis prestó servicio en el ejército, y muchos de los capítulos del libro comienzan con los de su propio diario. Al igual que su protagonista, fue estudiante en Lesbos cuando fue reclutado en plena eclosión del fervor nacionalista. Myrivilis tuvo suficientes experiencias bélicas de las que dar testimonio después de una década. Tras retornar a la vida civil, escribió obras de ficción, periodismo, propaganda pacifista. La vida en la tumba fue publicada primero en el periódico Kambana. Luego siguieron La profesora de los ojos dorados y La virgen sirena. Fue nominado al premio Nobel de Literatura en 1960.